# Ernst Pohl (Medizintechniker)
Ernst Pohl (* 12. Dezember 1876 in Stralsund; † 2. November 1962 in Kiel) war ein deutscher Orthopädietechniker und  medizintechnischer Erfinder.

## Leben
Als drittes von acht Kindern begann Pohl 1891 zunächst eine kaufmännische Lehre. Durch eine handgeschnitzte Fußeinlage fiel er dem Greifswalder Chirurgen Heinrich Helferich auf.
Als Helferich 1899 an die Christian-Albrechts-Universität berufen wurde, nahm er Pohl nach Kiel mit und betraute ihn mit der Leitung des „Medico-Mechanicum“, eines orthopädischen Übungsraumes. 1902 gründete der technische Autodidakt Pohl eine Firma für medizinische und chirurgische Instrumente, zunächst noch mit dem Meister Jungnickel als Kompagnon, der für den Handwerksbetrieb notwendig war. Ab 1904 konnte Pohl die Firma umbenennen in Ernst Pohl, Kiel. Ein Schwerpunkt seiner Firma war zu Beginn die Röntgentechnik, an der er mit dem Kieler Ordinarius für Strahlenkunde Hans Meyer arbeitete. Dabei ging es vor allem um die Reduzierung physikalischer Belastungen für Patient und Technik. So entstand die 1937 von Pohl patentierte Drehanodenröhre.
Einige seiner Patente fanden nicht in eigenen Geräten Verwendung, sondern wurden von anderen Firmen aufgekauft, so gab es Verträge mit Sanitas und Siemens.
Für seine Entwicklungen von Röntgenapparaten, chirurgischen Geräten und Implantaten hielt Pohl etwa 150 Patente. Das in den 1920er Jahren  entwickelte Omniskop wurde zum Welterfolg. Für seine Verdienste um die Entwicklung von Röntgengeraeten verlieh ihm die Medizinische Fakultät der Christian-Albrechts-Universität am 12. Dezember 1947 den Titel Dr. med. h. c.
1923 ging der spätere Erfinder des medizinischen C-Bogens, Hugo Rost, in die Lehre, welcher 1947 die Firmen Hugo Rost und Nagel & Goller gründete.

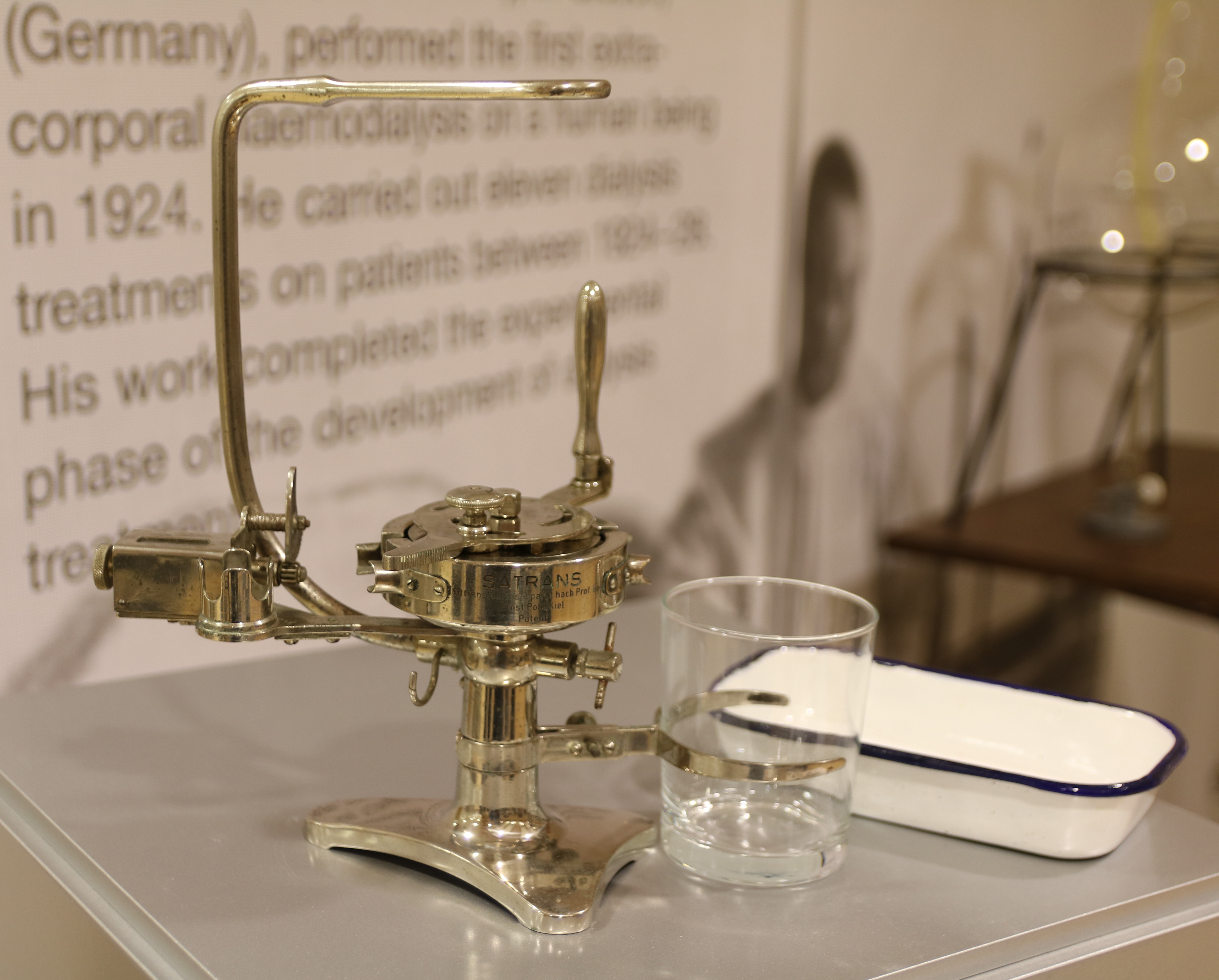
Beck´scher Transfusionsapparat (Blutmühle) von Ernst Pohl.

Weite Verbreitung fand auch die durch Pohl gefertigte Bluttransfusionspumpe, die nach dem Kieler Chirurgen A. Beck auch Becksche Blutmühle genannt wurde. Ihr Pumpprinzip findet sich noch heute in Dialyseapparaten.
Seit Ende der 1930er-Jahre war Pohl auch die rechte Hand von Gerhard Küntscher, dessen Ideen er kongenial realisierte und beflügelte. Zu Küntschers Begeisterung stellte er ihm 1957 den ersten flexiblen Markraumbohrer und dazu die elektrische Universalmaschine (Lentodrill, 1951) zur Verfügung. In zahlreichen Publikationen dankte Küntscher „dem genialen Entwickler und Hersteller der Werkzeuge für die Marknagelung“. Kurz darauf wurde ihre Freundschaft jedoch durch die aufstrebende Konkurrenz der Firma Ortopedia getrübt. Diese wurde 1955 von Pohls ehemaliger Sekretärin gegründet. Diese überwiegend für Rollstühle bekannte Kieler Firma hat zwischen 1962 und 1979 ebenfalls Marknägel und Zubehör gefertigt. Im Gegensatz zu Pohl zahlte die Ortopedia Tantiemen an Küntscher. Daher erwähnte dieser seit 1962 in seinen Publikationen ausschließlich Ortopedia als „besten Hersteller“. Besonders deutlich wird dies an der Überarbeitung seines Werkes „Praxis der Marknagelung“.
Der Dritte im Bunde dieser langjährigen kollegialen Freundschaft war der Chirurg Richard Maatz, der 1951 die Federosteosynthese vorstellte.
Seine Spongiosafeder findet sich als Metalldrainrohr in einem Patent von Pohl wieder.
Die konischen Marknägel und Spreiznägel, die den für Maatz wichtigen Formschluss im Markraum sicherstellen sollten, wurden natürlich auch von Pohl gefertigt.
Das von Pohl entwickelte Gleitschraubenprinzip (1951) hat in der operativen Behandlung von Frakturen nach wie vor zentrale  Bedeutung. Die dynamische Hüftschraube (DHS) geht auf Pohls Laschenschraube zurück.
Ernst Pohl starb kurz vor Vollendung seines 86. Lebensjahres in der Hospitalstraße in seiner geliebten Baracke neben der Kieler Chirurgie, die ihm zugleich Arbeits- und Wohnort war.
Nach dem Tod von Ernst Pohl wurde seine Firma an Austenal verkauft, die zum Konzern Pfitzer gehörten. Der Firmensitz zog nach Kiel-Dietrichsdorf um und die Geschäftsführung übernahmen zwei Neffen Pohls. In den 1970er-Jahren wurde umfirmiert in Howmedica und die Firma zog erneut um nach Schönkirchen. Heute fertigt hier ein Teil des Strykerkonzern noch immer Marknägel und andere Osteosyntheseprodukte und engagiert sich für den Erhalt des Andenkens an Ernst Pohl und Gerhard Küntscher.

## Ehrungen
- Dr. med. h. c. der Christian-Albrechts-Universität (1947)
- Korrespondierendes Mitglied der Deutschen Röntgengesellschaft
- Erster Ehrenmeister des Deutschen Handwerks 1947

## Weitere Quellen
- Patente von Pohl als „Erfinder“ und „Anmelder“ und von Ortopedia (Anmelder und Erfinder sind dort Küntscher oder eigene Ingenieure) sind  bei https://depatisnet.dpma.de/ (Deutsches Patentamt) recherchierbar
- Das Omniskop des Londoner Sciencemuseums war Teil einer weltweit reisenden Ausstellung über Modernismus
- Weitere Omniskope und Röntgengeräte von Pohl finden sich im Röntgenmuseum Remscheid
- Die Kieler Medizin- und Pharmaziehistorische Sammlung hat zwar große Bestände an chirurgischen Instrumenten von Pohl, sie aber selten ausgestellt; von einigen sind Bilder und Einträge der Objektdatenbank jedoch über das Portal museen-sh.de anzuschauen. Vom 28. März bis zum 3. Oktober 2010 wurde dort (quasi zuhause) die Wanderausstellung Durch Mark und Bein gezeigt, die zuvor ihre Premiere auf dem DGOU-Kongress 2009 in Berlin hatte. Weitere Stationen noch in Planung.